# Spiridion Brusina
Spiridion Brusina, Špiro Brusina (ur. 11 grudnia 1845 w Zadarze, zm. 21 maja 1908 w Zagrzebiu) – chorwacki przyrodnik, malakolog i paleontolog. Profesor zoologii na Uniwersytecie w Zagrzebiu.